# Charles Rogers
Charles Edward "Buddy" Rogers, född 13 augusti 1904 i Olathe, Kansas, död 21 april 1999 i Rancho Mirage, Kalifornien, var en amerikansk skådespelare.
Han gjorde filmdebut 1926 och medverkade genom åren i lättare Hollywoodfilmer. 1936 gifte han sig med den elva år äldre skådespelerskan Mary Pickford. Paret adopterade två barn och förblev gifta fram till hennes död 1979.

## Filmografi, ett urval
- 1926 - Fascinating Youth
- 1927 - My Best Girl
- 1927 - Vingarna
- 1931 - The Stolen Jools
- 1931 - The Road to Reno
- 1936 - Once in a Million
- 1941 - Sing for Your Supper
- 1948 - An Innocent Affair